# Auburn, New York
Auburn je grad u američkoj saveznoj državi New York. Prema popisu stanovništva iz 2010. u njemu je živjelo 27.687 stanovnika.